# Mount Hornaday
Der Mount Hornaday ist ein Berg im nordöstlichen Teil des Yellowstone-Nationalparks im US-Bundesstaat Wyoming. Sein Gipfel hat eine Höhe von 3058 m und erhebt sich über das Lamar Valley. Er befindet sich wenige Kilometer südlich der Grenze zum Bundesstaat Montana und ist Teil der Absaroka-Bergkette in den Rocky Mountains.
Der Gipfel wurde 1938 nach dem Naturforscher William Temple Hornaday benannt, einem ehemaligen Direktor der New York Zoological Gardens, der sich für die Rettung der amerikanischen Bisons vor dem Aussterben einsetzte.

## Belege
1. ↑  GNIS Detail - Mount Hornaday. Abgerufen am 20. Dezember 2020.
2. ↑  Mount Hornaday. Abgerufen am 20. Dezember 2020 (englisch).